# René Orsi
René Saúl Orsi (Alberti, 27 de noviembre de 1919 - La Plata, 19 de febrero de 1999) fue un jurista, docente y político argentino.

## Biografía
Cursó su primaria en Los Toldos, donde conoció a Eva Perón. Se trasladó a fines de la década de 1930 a La Plata, donde comenzó a estudiar Derecho en la Universidad Nacional de La Plata. Durante sus años como estudiante, la Década Infame lo movilizó a sumarse a FORJA. La aparición de Juan Domingo Perón en la escena política inicia su adhesión al movimiento peronista. Se radicó finalmente en La Plata, casándose con María Elena Mendoza.
Fue uno de los fundadores del Partido Laborista, herramienta para impulsar la candidatura presidencial de Perón, siendo elector por aquel partido como diputado provincial entre 1948 y 1952 y convencional constituyente en la reforma de 1949. Con Revolución Libertadora se suma a la resistencia peronista, y es encarcelado en el penal de Olmos por apoyar el levantamiento del general Juan José Valle. En aquel tiempo también escribió en los diarios peronistas La Víspera y De frente.
Entre 1973 y 1976, se desempeñó como docente en la Universidad Nacional de La Plata, Universidad Católica de La Plata y la Universidad Nacional de Cuyo. Paralelamente ejerció como abogado, y alcanzó a integrar Cámara Federal de Apelaciones de La Plata y fue juez federal.
Fue designado el 25 de febrero de 1976 en el puesto de interventor federal en la Provincia de Salta por Isabel Perón; fue depuesto por el Proceso de Reorganización Nacional. En 1994 fue nuevamente convencional constituyente.

## Libros publicados
- El ideario de Artigas (1975)
- James Monroe contra la Independencia Argentina (1983)
- Jauretche y Scalabrini Ortiz (1985)
- Dorrego y la Unidad Rioplatense (1991)
- San Martín y Artigas (1991)
- Alem y Roca (1994)